# Rossinyolic (grup de bolets)
Els rossinyolics són bolets de poca carn, barret perforat i cama buida i prima. El revers pot ser llis, amb venes més o menys marcades i dividides, o amb plecs longitudinals que recorden les làmines.
Són bolets propers als rossinyols, dels que es diferencien macroscòpicament pel fet que, aquests darrers, tenen la cama carnosa, farcida.

Son comestibles apreciats, que es poden deshidratar per a conservar-los i valorats degut al fet de ser bolets que mai es corquen.

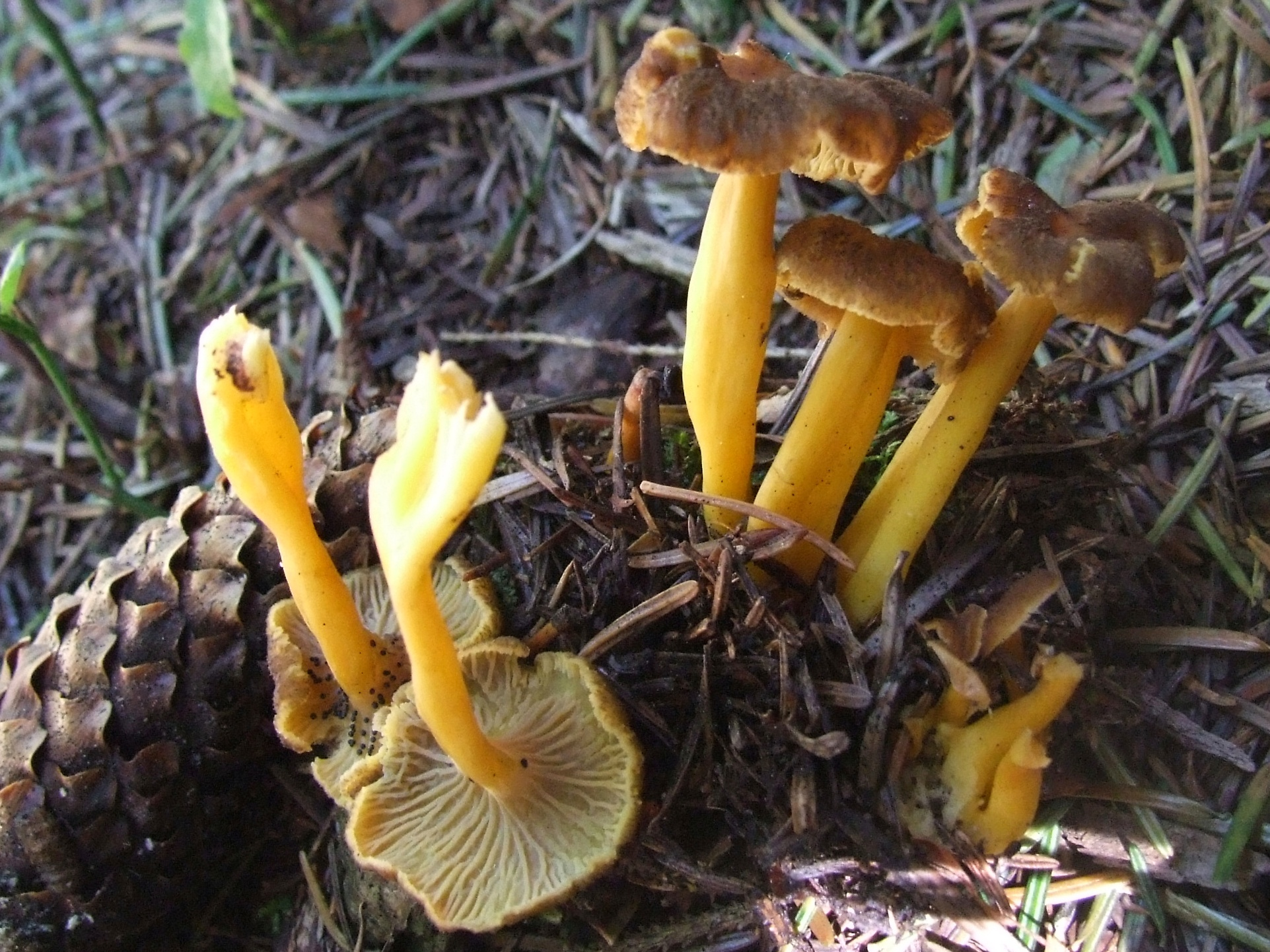
Rossinyolic camagroc o camagroc (Craterellus lutescens)

### Espècies de rossinyolics
Les espècies més corrents de rossinyolics són:
- Craterellus lutescens, rossinyolic camagroc o camagroc
- Craterellus undulatus, rossinyolic cresp
- Craterellus tubaeformis, rossinyolic embudat
- Craterellus melanoxeros, rossinyolic ennegridor